# Puzzle Mad
Puzzle Mad è un cortometraggio muto del 1909. Il nome del regista non viene riportato nei credit del film.

## Produzione
Il film fu prodotto dalla Lubin Manufacturing Company.

## Distribuzione
Distribuito dalla Lubin Manufacturing Company, il film - un breve cortometraggio della lunghezza di 99 metri - uscì nelle sale cinematografiche statunitensi il 3 maggio 1909. Nelle proiezioni, veniva programmato con il sistema dello split reel, accorpato in un'unica bobina con un altro cortometraggio prodotto dalla Lubin, The Falling Arrow.